# Bruno Jabárov
Bruno Jabárov (30 de abril de 1939-29 de agosto de 1994) fue un deportista soviético que compitió en esgrima, especialista en la modalidad de espada.
Participó en dos Juegos Olímpicos de Verano en los años 1960 y 1964, obteniendo dos medallas de bronce en Roma 1960. Ganó cinco medallas en el Campeonato Mundial de Esgrima entre los años 1959 y 1965.

## Palmarés internacional
| Juegos Olímpicos   | Juegos Olímpicos         | Juegos Olímpicos  | Juegos Olímpicos   |
| Año                | Lugar                    | Medalla           | Prueba             |
| ------------------ | ------------------------ | ----------------- | ------------------ |
| 1960               | Roma (Italia)            | Medalla de bronce | Espada individual  |
| 1960               | Roma (Italia)            | Medalla de bronce | Espada por equipos |
| Campeonato Mundial |                          |                   |                    |
| Año                | Lugar                    | Medalla           | Prueba             |
| 1959               | Budapest (Hungría)       | Medalla de oro    | Espada individual  |
| 1959               | Budapest (Hungría)       | Medalla de plata  | Espada por equipos |
| 1961               | Turín (Italia)           | Medalla de oro    | Espada por equipos |
| 1962               | Buenos Aires (Argentina) | Medalla de bronce | Espada por equipos |
| 1965               | París (Francia)          | Medalla de bronce | Espada por equipos |